# The Jam
The Jam – brytyjska grupa nowofalowa z Woking w Anglii, jeden z głównych przedstawicieli nurtu mod revival.

## Skład
- Paul Weller – wokal, gitara
- Bruce Foxton – gitara basowa, wokal
- Rick Buckler – perkusja

## Dyskografia

### Albumy studyjne
- In the City (1977) – #20 UK
- This Is The Modern World (1977) – #22 UK
- All Mod Cons (1978) – #6 UK
- Setting Sons (1979) – #4 UK, #137 US
- Sound Affects (1980) – #2 UK, #72 US
- The Gift (1982) – #1 UK, #82 US

### Albumy koncertowe
- Dig The New Breed (1982) – #2 UK, #131 US
- Live Jam (1993) – #25 UK
- The Jam At The BBC (2002) – #33 UK

### Kompilacje
- Compact Snap! (1983) – #2 UK
- Greatest Hits (1991) – #2 UK
- Extras (1993) – #15 UK
- The Jam Collection (1996)
- Direction Reaction Creation (1997) – #8 UK
- The Very Best of the Jam (1997) – #9 UK
- Fire and Skill: The Songs of the Jam (1999)
- 45 rpm: The Singles, 1977-1979 (2001)
- 45 rpm: The Singles, 1980-1982 (2001)
- The Sound of the Jam (2002) – #3 UK
- Snap! (2006)